# Tekenye
Tekenye község Zala vármegyében, a Zalaszentgróti járásban. 1984 és 2010. október 3. között Zalaszentgrót városrésze volt, a 2010-es önkormányzati választások napjától önálló községgé alakult a korábbi egyesítés megszüntetésével.

## Fekvése
Zala vármegye északkeleti részén található, a Zala folyó völgyében; Zalaszentgróttól 4 kilométerre keletre, Türjétől pedig 2 kilométerre délkeleti irányban fekszik. Zsáktelepülés, közúton csak Zalaszentgrót irányából érhető el, a 7353-as útból kiágazó, pontosan 4 kilométer hosszú, 73 202-es számú mellékúton. A községet kedvező természeti adottságok jellemzik. A települést félkör alakban körülvevő dombokon zártkertek, szőlők találhatók, kevés erdővel. Nyugat felé a Nádas-patak vizére telepített halastóig szántóföldek, rétek terülnek el.

## Története
Tekenye eredeti településformája középkori eredetű; halmaz szerkezetű, vagyis elsőként a falu központja alakult ki, melyet akkor körkörösen vettek körbe a házak, csak a XIX. század végétől kezdett el más irányba is terjeszkedni. A település mai közigazgatási területe, miután megtelepedésre, védekezésre kedvező körülmények jellemezték (kelet felé erdők, nyugat felé a mocsaras Zalavölgy, észak-déli irányban járható út) az ősi időktől fogva újra és újra lakott volt. Az újkőkor, a rézkor és a bronzkor idejéből is maradtak fenn letelepedésre utaló régészeti emlékek.
A Vérbulcsu törzséből származó Tekenye nemzetség a honfoglalás után, e vidéket szállta meg, s a település e nemzetség nevét őrizte meg. A  név először 1230-ban Tekenen, 1339-ben Tnekenie névalakban fordult elő. A XII. század második felében már Tekeny nemzetségről is szólnak a források, akik a területen birtokosok voltak. A Tekeny család a XIV. században többször is előfordul az oklevelekben.
Tekenye mai közigazgatási területén több egykori kis falu volt, melyek ma már csak dűlőnevekként ismertek.
Barba: Tekenye belterületétől északnyugatra feküdt. A Türje nemzetség birtoka volt, később a XVI-XVII. században tulajdonosai többször is változtak. 1518-ban lakói Hagymássy Miklós jobbágyai voltak. 1663-ban Batthyány Ádámé lett a terület, majd elnéptelenedett. 1681-ben már puszta dűlőként szerepelt.
Öcse: Tekenye belterületétől északnyugatra állt. Ma az Öcsei-kút és a dűlő neve őrzi a nevét. Öcse település neve 1276 körül Euche, 1301-ben Wehe alakban fordult elő. Öcse a XIII. század második felében Türjei Miklós birtoka volt, aki 1276-ban végrendeletében a türjei egyháznak adományozta. A XVI. század végén, 1582-ben Eochey Gergely szerepel oklevelekben. A település ekkor még ,,possessio", azaz falu, később elnéptelenedett.
Tőlvár: a település neve a XIV. század végén tűnik fel, különböző alakokban fordul elő: 1405-ben Telvár, 1542-ben Tielwar, 1586-ban Thólywar. 1518-ban Tövári Zeel Istvánt említi egy forrás. A település a török időkben is lakott volt, több forrás szól arról, hogy rabokat szedtek itt a portyázók. Egy 1648. április 28-án kelt levél név szerint is említi, hogy Tőlvárt és Tekenyét ki akarták rabolni a törökök. 1718-ban a Bessenyei testvérek megosztoztak a Tölváron és Tekenyén lévő földjeiken. A helység sokáig lakott volt, az 1962. évi helységnévtár adatai alapján Tölvár külterületi lakott hely Tekenye község határában, lakóházainak száma 6, népesség száma 26 fő. 5 ház ma is áll, a tulajdonosok pinceként használják.
Tekenyének 1333-ban már egyháza volt. A település a török időkben Szentgrót végvár és a mocsarak védelmében mindig lakott volt. A XVI-XVII. századi oklevelek többször hivatkoznak Tekenyéről származó személyekre, tanúkra. 1720-ban nemesi igazgatás alatt állt, 728 lakosa volt. 1778-ban a Bessenyi család, 1746-ban Forintos Ádám, Radó László és Szegedi Ferenc voltak a községben birtokosok. 1770-ben az akkori Szántói járáshoz tartozó település összeírásakor a következőket állapította meg: a családok száma 96, 462 fővel, közülük 224 adózó. Az iparosok (takácsok, szabó, kovács) egy része jobbágy, más része nemes volt. A legfőbb jövedelmüket a szőlő jelentette, melyből 497 kapásnyival rendelkeznek. Ekkor már volt a községben tanító. Kovács Istvánnak hívták, 12 gyermeket tanított. Többször pusztított tűzvész a faluban. A legnagyobb tűz - a feljegyzések szerint - 1886-ban volt, amikor több mint 50 ház égett le egy nap alatt.
1802-ben már 641 fő, 1828-ban pedig 687 fő lakosa volt a községnek.
1865-ben a tagosítás lezajlása után 194 birtokost tartottak nyilván a községben. A terület megoszlása: belterület 42 hold, szántó és rét 787 hold, legelő 89 kh, szőlő 107 hold, erdő 78 hold.
A község területe 1921-ben gyarapodott, ugyanis Óhíd határából egy alispáni határozattal 80 kh-at átcsatoltak Tekenyéhez.
1925-ben a községben 2 kocsma, 1 vegyes-kereskedelem, 3 cipész, 1 bognár, 1 kőműves képezte az ipart. 1935-ben ismét összeírták a gazdaságokat. Ebből kiderült, hogy a birtokok tovább aprózódtak. Az 1218 kh területen 359 gazdaság osztozott, ebből 1 kh-nál kisebb 124, 1-5 kh között 155 volt, 10 kh feletti gazdaság  mindössze 20 volt.
A települést 1930-ban lakták a legtöbben, 1172 lakosa volt a falunak. A község lakosságának 40 %-a eljárt dolgozni főleg a szomszédos nagyobb uradalmakba.
1945-ben a földosztáskor 169 fő igénylő volt, de nagybirtok híján a türjei határból kaptak 132 kh-at.
A II. világháborúban Tekenyén nagyobb harcok nem voltak.
Temploma 1748-ban, a község központjában lévő temetődombon a régi kápolna helyén épült. 1913-ban szentélyt csatoltak hozzá, benne gyönyörű oltárral, melyet Szent István, Szent László, Pál és Péter apostol szobrai díszítenek.

## Közélete

### Polgármesterei
- 2010–2014: Tarsoly Róbert (független)[5]
- 2014–2019: Sinka Imréné (független)[6]
- 2019–2024: Sinka Imréné (független)[7]
- 2024– : Sinka Imréné (független)[1]

## Népesség
A település népességének változása:
| Lakosok száma | 407  | 402  | 402  | 407  | 414  | 423  | 421  |
|               | 2013 | 2014 | 2015 | 2021 | 2022 | 2023 | 2024 |

A 2011-es népszámlálás idején a nemzetiségi megoszlás a következő volt: magyar 98,5%, német 1,26%. A lakosok 84,4%-a római katolikusnak, 1,68% reformátusnak, 4,8% felekezeten kívülinek vallotta magát (8,4% nem nyilatkozott).
2022-ben a lakosság 89,6%-a vallotta magát magyarnak, 3,4% németnek, 0,5% románnak, 1,7% egyéb, nem hazai nemzetiségűnek (8,7% nem nyilatkozott; a kettős identitások miatt a végösszeg nagyobb lehet 100%-nál). Vallásuk szerint 59,2% volt római katolikus, 2,2% református, 1,2% evangélikus, 1,4% egyéb keresztény, 0,7% egyéb katolikus, 4,1% felekezeten kívüli (30,9% nem válaszolt).